# Shrek 2.
A Shrek 2. (eredeti cím: Shrek 2) 2004-ben bemutatott  amerikai 3D-s számítógépes animációs filmvígjáték, amely a Shrek-sorozat második része, és a 2001-ben bemutatott nagysikerű Shrek című film első folytatása. A 8. DreamWorks-film rendezője Kelly Asbury és Conrad Vernon. Az animációs játékfilm producere David Lipman. A forgatókönyvet Andrew Adamson írta, a zenéjét Harry Gregson-Williams szerezte. A mozifilm a DreamWorks Animation és a Pacific Data Images gyártásában készült, és ugyancsak a DreamWorks Pictures forgalmazásában jelent meg.
A film 2004. május 19-én került elsőként a nézők elé Amerikában, a magyar premier pedig 2004. július 1-jén volt a mozikban.
A Shrek 2. a történelem harmadik legnagyobb háromnapos nyitányával büszkélkedhet, valamint a legnagyobbal az animációs filmek körében 2004 legsikeresebb filmjeként.

## Rövid történet
Shrek és Fiona elutaznak Fiona szüleinek messzi királyságába, megünnepelni házasságukat. Amikor megérkeznek, azt tapasztalják, hogy nem olyan szívesen látják őket, mint gondolták.

## Cselekmény
Shrek és Fiona hercegnő nászútjukról visszatérve meghívást kapnak a hercegnő szüleitől Túl az Óperencián királyságába egy fényűző esküvői bálra, megünnepelvén az újdonsült házasságukat. Fiona azonban elfelejtette közölni szüleivel, Harold királlyal és Lilian királynéval, hogy egy ogréhez ment feleségül, és nem a jóképű Szőke Herceghez, akit a szülei szántak neki. A találkozás emiatt mindkét fél számára sok kellemetlenséggel jár: míg a királyné elfogadja Fiona döntését, Harold képtelen beletörődni, hogy egy ogre lett a veje, és ellenszenvét érezteti is Shrekkel, majd kettejük konfliktusának csúcspontjaként feldúlják a vacsoraasztalt is. Shrek aggódni kezd, mert úgy érzi, hogy Fiona már nem boldog mellette.
Amikor a Jótündér Keresztanya rájön, hogy Fiona Shrek felesége, emlékezteti Harold királyt az egyezségükre, miszerint segített neki, hogy boldogan éljen, amíg meg nem hal, cserébe azért, hogy Fiona hercegnő az ő fiához, Szőke herceghez menjen hozzá. Harold a Jótündér sürgetésére, valamint azért, mert nem tetszik neki a tény, hogy a veje ogre legyen, felbérli Csizmás Kandúrt, hogy az ölje meg Shreket. Ő azonban képtelen ezt megtenni, megkegyelmez az ogrénak, és a barátjává fogadja.
Shrek korábban kapott a Jótündér Keresztanyától egy névjegykártyát, hogy szükség esetén keresse fel az ő bájitalpalackozó üzemét, így Szamárral és Csizmás Kandúrral elmegy oda, hogy tanácsot kérjen Fiona boldogsága kapcsán. Ő gúnyosan csak annyit felel, hogy a klasszikus tündérmesék értelmében az ogrék nem élnek boldogan, amíg meg nem halnak. Shrek, Szamár és Kandúr távozás előtt ellopnak a raktárból egy bájitalt, amely állítólag isteni szépséggel ruházza fel nemcsak azt, aki megissza, de annak hű szerelmét is. Először Szamár kóstolja meg a bájitalt, de miután nem történik semmi, Shrek megissza a maradékot. Közben Jótündér Keresztanya tudomást szerez a bájital eltűnéséről, és kiötöl egy tervet, hogy ezt a saját céljaira fordítsa.
Shrek, Szamár és Kandúr az éjszakára egy istállóban húzódnak meg az eső elől, ahol Shrek és Szamár hirtelen furcsán érzik magukat, és eszméletlenül összeesnek. Ugyanez történik Fionával is a palotában. Reggelre Shrek megdöbbenve tapasztalja, hogy emberré vált, Szamárból pedig egy gyönyörű fehér paripa lett. Fiona szintén visszaváltozott emberi alakjába. 
A bájital címkéjéből megtudják, hogy a szer hatása csak éjfélig tart, és ahhoz, hogy végleges legyen, Shreknek meg kell csókolnia a szerelmét. Amikor visszatérnek a palotába, Shrek és Fiona találkozását megakadályozza a Jótündér, aki egy szobába záratja Shreket. Szőke Herceg ezalatt úgy tesz, mintha ő lenne az emberré változott Shrek, és erről sikeresen meggyőzi Fionát. A Jótündér manipulációjának hatására Shrek elhiszi, hogy Fiona sokkal boldogabb lesz Szőke mellett, ezért csalódottan elhagyja a palotát.
Shrek, Szamár és Kandúr a helyi kocsmában próbálják elűzni bánatukat, amikor meglátják Harold királyt álruhában a kocsma egyik hátsó szobájába menni, ahol Jótündér Keresztanya és Szőke Herceg várja. Odalopóznak kintről a szoba ablakához hallgatózni, és kiderítik, hogy Fiona nem kedvelte meg az új Shreket, amit a Jótündér úgy akar megoldani, hogy egy szerelmi bájitalt ad Haroldnak. Ha Fiona megissza és megcsókolja Szőkét, halálosan bele fog szeretni. Bár Haroldot kétségek gyötrik, hogy ilyet tegyen a saját lányával, a Jótündér fenyítése miatt rászánja magát. Szamár itt döbbenetében felkiált, s a beszélő állat láttán a Jótündér rájön, hogy Shrek és társai kihallgatták. Rájuk uszítja a lovagokból álló királyi rendfenntartókat, akik elfogják, és tömlöcbe vetik őket.
Shrek házában az ismerősei (Pinokkió, a Vak Egerek, a Gonosz Farkas, és Mézi a mézeskalács) a varázstükrön keresztül nézik a Shrek Herceg és Fiona Hercegnő tiszteletére tartott esküvői bált, ám Mézi megunja a műsort, és átvált egy másik csatornára. A Lovagok c. műsorban (a Zsaruk sorozat paródiája) meglátják, hogy egy daliás embert és egy fehér paripát, valamint egy macskát elfognak, miközben a férfi önmagát Shreknek, Fiona férjének vallja. Ennek tudatában útnak indulnak, hogy kiszabadítsák Shreket. Miután ez megtörtént, felkeresik a Nagylepényt, aki süt nekik egy gigantikus mézeskalácsot, Süttyőt. Shrek az ő vállán indul útnak a vár felé, hogy megakadályozza, hogy Fionát erőszakkal, egy bájital hatása alatt tegyék szerelmessé olyanba, akit nem szeret.
Shrek Süttyővel áttöri a kastély védelmi vonalát, majd Szamár hátán beront a bálterembe. Sajnos nem tudja megállítani Szőkét, hogy megcsókolja Fionát. Ő azonban, ahelyett, hogy beleszeretne, durván lefejeli Szőkét. Harold felfedi, hogy esze ágában sem volt megitatni Fionával a bájitalt. A Jótündér dühében arra készül, hogy a varázspálcájával elpusztítsa Shreket, ám Harold eléje ugrik. A páncélja visszaveri a varázslatot a Jótündérre, aki így szappanbuborékok formájában semmivé lesz. A halálával Harold is visszaváltozik békává, ami a valódi alakja. Mint kiderül, évekkel ezelőtt a Jótündér segített neki, hogy elnyerje Lilian szerelmét és emberré válhasson, de csak akkor, ha Szőke Herceg a veje lesz. Harold bocsánatot kér a tetteiért, és az áldását adja Fionára és Shrekre. Liliannak azt mondja, hogy sajnálja, amiért nem lehet olyan férfi, amilyet érdemel, mire a királynő azt feleli, még sose volt olyan közel ahhoz a férfihoz, mint most. Ezáltal rávilágít, hogy a szerelemben a belső érték számít, nem a külső.
Éjfél közeledtével Shrek felajánlja Fionának, hogy megcsókolja, és életük végéig szépek maradhatnak. Fiona azt feleli, hogy azt akarja, amit minden hercegnő: haláláig boldogan  élni... de azzal az ogréval, akibe beleszeretett. Boldogon megölelik egymást, miközben a bájital hatása elmúlik, és visszaváltoznak eredeti alakjukba, beleértve Szamárt is. Őt ugyan elszomorítja a visszaváltozás, de Shrek megvigasztalja, hogy számára ő most is táltos paripa.
Ezután világraszóló ünnepséget csapnak, ahol mindenki boldogan táncol és énekel. A buli végeztével beállít Sárkány is, Szamár szerelme, és örömmel tudatja vele, hogy megszülettek kis sárkány-szamár keverék kölykeik.

## Szereplők
| Szereplő             | Eredeti hang        | Magyar hang          |
| -------------------- | ------------------- | -------------------- |
| Shrek                | Mike Myers          | Gesztesi Károly      |
| Szamár               | Eddie Murphy        | Kerekes József       |
| Fiona hercegnő       | Cameron Diaz        | Für Anikó            |
| Csizmás Kandúr       | Antonio Banderas    | Selmeczi Roland      |
| Harold király        | John Cleese         | Harsányi Gábor       |
| Lilian királyné      | Julie Andrews       | Hámori Ildikó        |
| Jótündér Keresztanya | Jennifer Saunders   | Zakariás Éva         |
| Szőke Herceg         | Rupert Everett      | Kautzky Armand       |
| Csúnya mostohanővér  | Larry King          | Verebes István       |
| Mézi                 | Conrad Vernon       | Bolba Tamás          |
| Süttyő               | Conrad Vernon       | Dengyel Iván         |
| Cedric               | Conrad Vernon       | Láng Balázs          |
| Bemondó              | Conrad Vernon       | Orosz István         |
| Nagylepény           | Conrad Vernon       | Fehér Péter          |
| Pinokkió             | Cody Cameron        | Katona Zoltán        |
| Malacok              | Cody Cameron        | Bodrogi Attila       |
| Malacok              | Cody Cameron        | Kapácsy Miklós       |
| Malacok              | Cody Cameron        | Kossuth Gábor        |
| Farkas               | Aron Warner         | Albert Péter         |
| Varázstükör          | Chris Miller        | Forgács Gábor        |
| Humphries            | Chris Miller        | Harmath Imre         |
| Joan Rivers          | Joan Rivers         | Timkó Eszter         |
| Apród                | Kelly Asbury        | Garamszegi Gábor     |
| Dolgozó manó         | Kelly Asbury        | Vizy György          |
| Főnemes              | Kelly Asbury        | Albert Gábor         |
| Főnemes fia          | Kelly Asbury        | Seder Gábor          |
| Vakegerek            | Christopher Knights | Szokol Péter         |
| Gyorsétel árus       | Kelly Cooney        | Orgován Emese        |
| Kapitány             | Andrew Adamson      | Csík Csaba Krisztián |
| Hírnök               | David P. Smith      | Kassai Károly        |
| Galamberegető        | David P. Smith      | Dobránszky Zoltán    |
| Doll                 | Latifa Ouaou        | Garai Dóra           |
| Jill                 | Latifa Ouaou        | Gelencsér Adrienne   |
| Jeromos, recepciós   | Guillaume Aretos    | Hegedüs Miklós       |
| Szűz #1              | Alina Phelan        | F. Nagy Erika        |
| Szűz #2              | Erika Thomas        | Simon Eszter         |
| Varangy a kocsmában  | Wendy Bilanski      | Lázár Erika          |
| Küklópsz             | Mark Valley         | Bolla Róbert         |
| Komód                | Mark Moseley        | Presits Tamás        |

## Filmzene
A Shrek 2.-höz tartozó filmzenealbumot 2004 májusában adták ki az Egyesült Államokban. A filmzenén Bonnie Tyler „Holding Out for a Hero” című slágere két változatban is megtalálható.

### Számlista
1. Accidentally in Love – Counting Crows
2. Holding Out for a Hero – Frou Frou
3. Changes – Butterfly Boucher és David Bowie
4. As Lovers Go – Dashboard Confessional
5. What I Want to Be – Barney & Friends
6. I'm on my Way – Rich Price
7. I Need Some Sleep – Eels
8. Ever Fallen in Love – Pete Yorn
9. Little Drop of Poison – Tom Waits
10. You're So True – Joseph Arthur
11. People Ain't No Good – Nick Cave és The Bad Seeds
12. Fairy Godmother Song – Jennifer Saunders
13. Livin' la Vida Loca – Antonio Banderas és Eddie Murphy
14. Holding Out for a Hero – Jennifer Saunders

### Dal magyarul
| Magyar           | Magyar       | Angol                  | Angol             |
| Dal              | Előadó       | Dal                    | Előadó            |
| ---------------- | ------------ | ---------------------- | ----------------- |
| Hol van a hősöm? | Zakariás Éva | Holding Out for a Hero | Jennifer Saunders |

## Kulturális utalások
Ahogy az előzménye, a Shrek 2 is egyfajta paródiafilmnek számít, gyermekmesékre célzó mondatok (főleg a Disney által filmre vittekre); és a többi Dreamworks animációs filmhez hasonlóan az amerikai popkultúrára is találhatók utalások.
- A film kezdetén felemelkedő sellő erősen hasonlít Arielhez, a Disney által készített "A kis hableány" meséből.[5]
- A jelenetben ahol Shrek feleségül veszi Fionát a gyűrű utal A Gyűrűk Ura: A Gyűrű Szövetsége című film egyik jelenetére, ahol a gyűrű a kovácsolás közben "ráesik" Frodó ujjára.[6]
- A jelenet, melyben Fiona megcsókolja Shreket, miközben ő sáros arccal fejjel lefelé lóg (amit Fiona úgy szed le, mintha egy maszkot húzna le), utalás a Pókember-filmekre.[5]
- A trombitás, aki folytatja a játékot amikor Fiona meghívást kap a szüleitől, hogy hazamenjen, az eredeti Hawaii Five-O zenét játssza.
- A képzeletbeli királyság, a Túl Az Óperencián elemei és tereptárgyai utalások Kalifornia déli részére, egész pontosan Los Angeles környékére. Például, a királyság mellett van egy tábla, melyen az áll, hogy "Far Far Away", egyértelműen a világhírű Hollywood tábláról lett mintázva; a "Friar's Fat Boy" étterem, amibe Harold király, Jótündér Keresztanya és Szőke mennek Dél-Kalifornia étteremláncára, a "Bob's Big Boy"-ra való utalás.[7]
- A jelenet, melyben Shrek, Fiona, és Fiona szülei dühösen egymás nevét mondják (Szamár pedig vidáman a sajátját), miután a vacsora kudarcba fulladt, egy utalás a Rocky Horror Picture Show-ra.[8]
- Csizmás Kandúr karakterét Zorróról mintázták, őt az egyik filmfeldolgozásban Antonio Banderas játssza (aki egyébként a hangját adja az amerikai szinkronban). Kandúr viselkedése olyan, mint Zorróé az 1998-as Zorro álarca filmben.[7]
- Szamár azt kiáltja: "Olvadok!", mikor elkezd esni az eső, ami utalás a gonosz nyugati boszorkányra, mikor Dorothy véletlenül ráönt egy vödör vizet, az Óz, a csodák csodája filmből.[7]
- Amikor a mesebéli lények kiszabadítják Shreket, Szamarat és Csizmást, akkor Pinokkió bábszalagokkal van fellógatva, utalva Ethan Huntra-ra a Mission: Impossible filmből. A háttérben hallható zene ugyanígy a filmből való.[7]
- Amikor Nagylepény megteremti az óriás Mézeskalács embert, a villámlások a háza mögött és ahogyan Mézi azt üvölti, "Életre kelt!", utalás a Frankensteinre.[9]
- Amikor Süttyő a kastély előtti vízesésbe merül, azt mondja Mézinek: "Légy jó!", ez utalás az E.T. filmre. (Steven Spielberg, az E.T. rendezője, a Dreamworks társalapítója volt.).[7]
- Amikor Jótündér Keresztanya megjelenik, miután Fiona könnycseppet ejt a vacsora után, az arany ruha, amit Fiona visel, fellebben, ez utalás Marilyn Monroe filmjére, a Hétévi vágyakozásra.[5]
- Amikor Csizmás megtámadja Shreket, és felkúszik a ruhájába, hogy aztán kitörjön a közepéből, utalás az 1979-es Alien "mellkasátszakító" jelenetére.[7]
- Több jól ismert cég paródiája megtalálható Túl Az Óperencián, a "Farbucks" a Starbucks, a "Baskin Robbinhood" a Baskin Robbins , a "Saxxon Fifth Avenue" a Saks Fifth Avenue, a "Burger Prince" a Burger King, az "Abercrombie & Witch" az Abercrombie & Fitch, a "Pewtery Barn", a Pottery Barn, az "Armani Armoury" az Armani, a "Barney's Old York" a Barneys New York, a "Tower of London Records" a Tower Records paródiája, a "Versarchery" egy szójátéka designer label Versacének, és az "Old Knavery" az Old Navy paródiája. Túl Az Óperencián önmaga paródiája Hollywoodnak.[5]
- A "Knights" nevű televíziós show a film harmadik felében utalás a bűnügyi valóságshow-ra, a "Cops" sorozatra. Csizmás Kandúrnál macskagyökeret találnak, amivel a marihuánát helyettesítették.[7]
- A "The Poison Apple" bárban játszódó jelenet, amelyben Shrek és csapata szomorkodik a pultnál, Csizmás Kandúr iszik egy pohár tejet, és azt mondja: "Utálom a hétfőket". Ez utalás a Garfield képregények címszereplőjének kedvenc mondatára.[9]

## Fordítás
- Ez a szócikk részben vagy egészben  a   Shrek 2 című angol Wikipédia-szócikk ezen változatának fordításán alapul.  Az eredeti cikk szerkesztőit annak laptörténete sorolja fel. Ez a jelzés csupán a megfogalmazás eredetét és a szerzői jogokat jelzi, nem szolgál a cikkben szereplő információk forrásmegjelöléseként.